# Mistrovství Evropy v rychlobruslení 2017
Mistrovství Evropy v rychlobruslení 2017 se konalo ve dnech 6.–8. ledna 2017 v rychlobruslařské hale Thialf v nizozemském Heerenveenu. Jednalo se o 28. společné mistrovství Evropy a celkově o 42. evropský ženský šampionát a 111. mistrovství Evropy pro muže. Z předchozího šampionátu obhajovali vícebojařský titul Češka Martina Sáblíková a Nizozemec Sven Kramer.
Mezinárodní bruslařská unie rozhodla, že od roku 2017 dojde ke změně formátu soutěže. V roce 2017 byl kromě klasického víceboje vůbec poprvé v rámci ME pořádán i sprinterský víceboj, takže na mistrovství startovali i sprinteři. Vícebojařské soutěže se na ME od tohoto roku konají vždy v lichých letech. V sudých letech, počínaje rokem 2018, jsou na programu ME závody na jednotlivých tratích.
Šampionát byl původně přidělen Polsku, odehrávat se měl na otevřené dráze v Zakopanem, nebo ve Varšavě. Vzhledem k technickým problémům ale Poláci od uspořádání soutěže na podzim 2016 ustoupili a mistrovství bylo přesunuto do Heerenveenu.
V Heerenveenu získala pátý titul mistryně Evropy Nizozemka Ireen Wüstová, mezi muži podeváté vyhrál její krajan Sven Kramer. Ve sprintu poprvé zvítězila Češka Karolína Erbanová a Nizozemec Kai Verbij.
Českou výpravu tvořili Sebastian Druszkiewicz, Karolína Erbanová, Martina Sáblíková a Nikola Zdráhalová.
| Program             | Program                | Program                                        | Program                   |
| Soutěž              | 6. ledna               | 7. ledna                                       | 8. ledna                  |
| ------------------- | ---------------------- | ---------------------------------------------- | ------------------------- |
| Klasický víceboj    | 500 m ženy 3000 m ženy | 1500 m ženy 500 m muži 5000 m ženy 5000 m muži | 1500 m muži 10 000 m muži |
| Sprinterský víceboj | 500 m muži 1000 m muži | 500 m muži 500 m ženy 1000 m ženy 1000 m muži  | 500 m ženy 1000 m ženy    |

## Klasický víceboj – muži
Soutěže se zúčastnilo celkem 22 závodníků z následujících zemí: Itálie (3), Nizozemsko (3), Norsko (3), Rusko (3), Polsko (2), Belgie (1), Bělorusko (1), Česko (1), Dánsko (1), Maďarsko (1), Rakousko (1), Švédsko (1), Švýcarsko (1).
| Pořadí           | Jméno                  | Země       | 500 m       | 5000 m        | 1500 m        | 10 000 m      | Počet bodů |
| ---------------- | ---------------------- | ---------- | ----------- | ------------- | ------------- | ------------- | ---------- |
| Zlatá medaile    | Sven Kramer            | Nizozemsko | 36,81 (8.)  | 6:10,58 (1.)  | 1:46,55 (2.)  | 13:06,30 (1.) | 148,699    |
| Stříbrná medaile | Jan Blokhuijsen        | Nizozemsko | 36,43 (2.)  | 6:16,86 (2.)  | 1:48,31 (7.)  | 13:11,95 (2.) | 149,816    |
| Bronzová medaile | Bart Swings            | Belgie     | 37,33 (15.) | 6:21,80 (5.)  | 1:48,02 (5.)  | 13:15,54 (3.) | 151,293    |
| 4.               | Sverre Lunde Pedersen  | Norsko     | 36,73 (6.)  | 6:20,17 (3.)  | 1:48,14 (6.)  | 13:42,81 (6.) | 151,933    |
| 5.               | Douwe de Vries         | Nizozemsko | 37,46 (16.) | 6:23,00 (6.)  | 1:48,75 (11.) | 13:24,83 (4.) | 152,251    |
| 6.               | Andrea Giovannini      | Itálie     | 36,95 (10.) | 6:21,78 (4.)  | 1:49,82 (14.) | 13:41,37 (5.) | 152,802    |
| 7.               | Denis Juskov           | Rusko      | 36,44 (3.)  | 6:26,89 (8.)  | 1:46,54 (1.)  | 14:04,07 (8.) | 152,845    |
| 8.               | Sindre Henriksen       | Norsko     | 36,30 (1.)  | 6:35,76 (15.) | 1:47,82 (3.)  | 13:52,95 (7.) | 153,463    |
| 9.               | Nicola Tumolero        | Itálie     | 37,19 (13.) | 6:29,78 (10.) | 1:48,46 (9.)  | —             | 112,321    |
| 10.              | Konrad Niedźwiedzki    | Polsko     | 36,50 (4.)  | 6:42,89 (19.) | 1:47,83 (4.)  | —             | 112,732    |
| 11.              | Simen Spieler Nilsen   | Norsko     | 36,55 (5.)  | 6:35,15 (14.) | 1:50,06 (16.) | —             | 112,751    |
| 12.              | Nils van der Poel      | Švédsko    | 37,87 (17.) | 6:24,57 (7.)  | 1:49,83 (15.) | —             | 112,937    |
| 13.              | Danil Sinicin          | Rusko      | 37,11 (12.) | 6:33,02 (12.) | 1:49,61 (13.) | —             | 112,948    |
| 14.              | Sergej Trofimov        | Rusko      | 36,91 (9.)  | 6:39,71 (17.) | 1:48,34 (8.)  | —             | 112,994    |
| 15.              | Jan Szymański          | Polsko     | 36,75 (7.)  | 6:43,81 (20.) | 1:48,47 (10.) | —             | 113,287    |
| 16.              | Vitalij Michajlov      | Bělorusko  | 37,24 (14.) | 6:32,51 (11.) | 1:50,69 (17.) | —             | 113,387    |
| 17.              | Davide Ghiotto         | Itálie     | 38,94 (20.) | 6:28,13 (9.)  | 1:53,72 (19.) | —             | 115,659    |
| 18.              | Sebastian Druszkiewicz | Česko      | 38,93 (19.) | 6:33,73 (13.) | 1:52,14 (18.) | —             | 115,683    |
| 19.              | Konrád Nagy            | Maďarsko   | 37,04 (11.) | 7:04,02 (21.) | 1:49,54 (12.) | —             | 115,955    |
| 20.              | Viktor-Hald Thorup     | Dánsko     | 39,06 (22.) | 6:36,90 (16.) | 1:54,77 (20.) | —             | 117,006    |
| 21.              | Martin Hänggi          | Švýcarsko  | 38,97 (21.) | 6:42,25 (18.) | 1:56,08 (21.) | —             | 117,888    |
| 22.              | Linus Heidegger        | Rakousko   | 37,88 (18.) | DSQ           | —             | —             | 37,880     |

## Klasický víceboj – ženy
Soutěže se zúčastnilo celkem 19 závodnic z následujících zemí: Nizozemsko (3), Norsko (3), Polsko (3), Česko (2), Rusko (2), Belgie (1), Dánsko (1), Estonsko (1), Itálie (1), Německo (1), Rakousko (1).
| Pořadí           | Jméno                         | Země       | 500 m       | 3000 m        | 1500 m        | 5000 m       | Počet bodů |
| ---------------- | ----------------------------- | ---------- | ----------- | ------------- | ------------- | ------------ | ---------- |
| Zlatá medaile    | Ireen Wüstová                 | Nizozemsko | 39,26 (1.)  | 4:03,93 (1.)  | 1:56,57 (1.)  | 7:03,54 (2.) | 161,125    |
| Stříbrná medaile | Martina Sáblíková             | Česko      | 40,18 (5.)  | 4:04,73 (2.)  | 1:58,72 (3.)  | 6:57,47 (1.) | 162,288    |
| Bronzová medaile | Antoinette de Jongová         | Nizozemsko | 39,56 (2.)  | 4:05,44 (3.)  | 1:58,34 (2.)  | 7:07,33 (4.) | 162,645    |
| 4.               | Yvonne Nautová                | Nizozemsko | 40,82 (13.) | 4:07,32 (5.)  | 1:59,06 (4.)  | 7:05,41 (3.) | 164,267    |
| 5.               | Olga Grafová                  | Rusko      | 40,31 (7.)  | 4:08,89 (6.)  | 1:59,23 (6.)  | 7:11,98 (5.) | 164,732    |
| 6.               | Claudia Pechsteinová          | Německo    | 40,59 (9.)  | 4:10,02 (7.)  | 2:00,56 (9.)  | 7:12,18 (6.) | 165,664    |
| 7.               | Natalia Czerwonková           | Polsko     | 39,85 (3.)  | 4:12,66 (8.)  | 1:59,17 (5.)  | 7:23,87 (7.) | 166,070    |
| 8.               | Ida Njåtunová                 | Norsko     | 39,98 (4.)  | 4:13,70 (10.) | 1:59,77 (7.)  | 7:27,47 (8.) | 166,933    |
| 9.               | Nikola Zdráhalová             | Česko      | 40,26 (6.)  | 4:15,86 (12.) | 2:02,06 (11.) | —            | 123,589    |
| 10.              | Katarzyna Woźniaková          | Polsko     | 41,12 (14.) | 4:14,31 (11.) | 2:01,07 (10.) | —            | 123,861    |
| 11.              | Katarzyna Bachledová-Curuśová | Polsko     | 40,80 (11.) | 4:17,56 (13.) | 2:00,44 (8.)  | —            | 123,872    |
| 12.              | Francesca Lollobrigidová      | Itálie     | 40,77 (10.) | 4:18,44 (14.) | 2:03,12 (12.) | —            | 124,883    |
| 13.              | Jelena Peetersová             | Belgie     | 41,79 (16.) | 4:13,28 (9.)  | 2:03,26 (13.) | —            | 125,089    |
| 14.              | Sofie Karoline Haugenová      | Norsko     | 40,57 (8.)  | 4:21,74 (16.) | 2:03,94 (14.) | —            | 125,506    |
| 15.              | Ellen Bjertnesová             | Norsko     | 40,81 (12.) | 4:29,14 (18.) | 2:06,91 (15.) | —            | 127,969    |
| 16.              | Saskia Alusaluová             | Estonsko   | 42,42 (18.) | 4:20,03 (15.) | 2:07,51 (16.) | —            | 128,261    |
| 17.              | Anna Jurakovová               | Rusko      | 41,48 (15.) | 4:06,50 (4.)  | DSQ           | —            | 82,563     |
| 18.              | Elena Møllerová-Rigasová      | Dánsko     | 41,98 (17.) | 4:38,15 (19.) | —             | —            | 88,338     |
| 19.              | Viola Feichtnerová            | Rakousko   | 43,92 (19.) | 4:27,94 (17.) | —             | —            | 88,576     |

## Sprinterský víceboj – muži
Soutěže se zúčastnilo celkem 22 závodníků z následujících zemí: Finsko (3), Nizozemsko (3), Polsko (3), Rusko (3), Itálie (2), Německo (2), Norsko (2), Belgie (1), Bělorusko (1), Estonsko (1), Švédsko (1).
| Pořadí           | Jméno                       | Země       | 500 m       | 1000 m        | 500 m       | 1000 m        | Počet bodů |
| ---------------- | --------------------------- | ---------- | ----------- | ------------- | ----------- | ------------- | ---------- |
| Zlatá medaile    | Kai Verbij                  | Nizozemsko | 34,98 (4.)  | 1:09,01 (2.)  | 35,12 (2.)  | 1:09,25 (3.)  | 139,230    |
| Stříbrná medaile | Kjeld Nuis                  | Nizozemsko | 35,49 (9.)  | 1:08,77 (1.)  | 35,40 (7.)  | 1:08,85 (1.)  | 139,700    |
| Bronzová medaile | Nico Ihle                   | Německo    | 34,95 (3.)  | 1:09,45 (4.)  | 35,51 (8.)  | 1:09,20 (2.)  | 139,785    |
| 4.               | Alexej Jesin                | Rusko      | 35,28 (7.)  | 1:09,48 (5.)  | 35,20 (3.)  | 1:09,34 (4.)  | 139,890    |
| 5.               | Håvard Holmefjord Lorentzen | Norsko     | 35,16 (6.)  | 1:09,23 (3.)  | 35,38 (6.)  | 1:09,77 (6.)  | 140,040    |
| 6.               | Mika Poutala                | Finsko     | 35,10 (5.)  | 1:10,51 (9.)  | 35,27 (4.)  | 1:09,45 (5.)  | 140,350    |
| 7.               | Ronald Mulder               | Nizozemsko | 34,87 (1.)  | 1:10,46 (8.)  | 35,08 (1.)  | 1:10,38 (8.)  | 140,370    |
| 8.               | Piotr Michalski             | Polsko     | 35,41 (8.)  | 1:10,34 (7.)  | 35,54 (9.)  | 1:10,93 (9.)  | 141,585    |
| 9.               | Espen Aarnes Hvammen        | Norsko     | 35,54 (10.) | 1:10,78 (10.) | 35,30 (5.)  | 1:11,00 (10.) | 141,730    |
| 10.              | Sebastian Kłosiński         | Polsko     | 35,93 (17.) | 1:10,23 (6.)  | 35,76 (12.) | 1:09,85 (7.)  | 141,730    |
| 11.              | Pekka Koskela               | Finsko     | 35,58 (11.) | 1:11,50 (15.) | 35,65 (10.) | 1:11,32 (11.) | 142,640    |
| 12.              | Artur Nogal                 | Polsko     | 35,60 (12.) | 1:11,43 (14.) | 35,70 (11.) | 1:11,38 (12.) | 142,705    |
| 13.              | Michail Kazelin             | Rusko      | 35,86 (15.) | 1:10,91 (11.) | 36,03 (15.) | 1:12,05 (16.) | 143,370    |
| 14.              | Ignat Golovaťuk             | Bělorusko  | 35,77 (14.) | 1:11,82 (16.) | 36,19 (17.) | 1:11,66 (13.) | 143,700    |
| 15.              | Denny Ihle                  | Německo    | 35,89 (16.) | 1:12,35 (17.) | 35,89 (14.) | 1:11,83 (15.) | 143,870    |
| 16.              | Marten Liiv                 | Estonsko   | 36,44 (20.) | 1:11,14 (12.) | 36,43 (18.) | 1:11,67 (14.) | 144,275    |
| 17.              | Luca Zanghellini            | Itálie     | 36,08 (18.) | 1:12,62 (18.) | 35,79 (13.) | 1:12,37 (17.) | 144,365    |
| 18.              | Mirko Giacomo Nenzi         | Itálie     | 35,66 (13.) | 1:13,61 (19.) | 36,09 (16.) | 1:13,22 (18.) | 145,165    |
| 19.              | Samuli Suomalainen          | Finsko     | 36,71 (22.) | 1:14,09 (21.) | 36,89 (21.) | 1:14,46 (19.) | 147,875    |
| 20.              | Mathias Vosté               | Belgie     | 36,53 (21.) | 1:13,83 (20.) | 36,48 (19.) | DNS           | 109,925    |
| 21.              | David Andersson             | Švédsko    | 36,15 (19.) | 1:11,41 (13.) | 36,50 (20.) | WDR           | 110,355    |
| 22.              | Ruslan Murašov              | Rusko      | 34,88 (2.)  | DNS           | —           | —             | 34,880     |

## Sprinterský víceboj – ženy
Soutěže se zúčastnilo celkem 17 závodnic z následujících zemí: Nizozemsko (3), Rusko (3), Německo (2), Norsko (2), Polsko (2), Bělorusko (1), Česko (1), Finsko (1), Itálie (1), Rakousko (1).
| Pořadí           | Jméno                     | Země       | 500 m       | 1000 m        | 500 m       | 1000 m        | Počet bodů |
| ---------------- | ------------------------- | ---------- | ----------- | ------------- | ----------- | ------------- | ---------- |
| Zlatá medaile    | Karolína Erbanová         | Česko      | 38,23 (2.)  | 1:15,69 (2.)  | 38,19 (2.)  | 1:15.83 (2.)  | 152,180    |
| Stříbrná medaile | Jorien ter Morsová        | Nizozemsko | 38,75 (4.)  | 1:15,58 (1.)  | 38,29 (3.)  | 1:14,88 (1.)  | 152,270    |
| Bronzová medaile | Olga Fatkulinová          | Rusko      | 38,16 (1.)  | 1:16,15 (4.)  | 38,07 (1.)  | 1:16,46 (4.)  | 152,535    |
| 4.               | Marrit Leenstraová        | Nizozemsko | 38,55 (3.)  | 1:15,95 (3.)  | 38,88 (7.)  | 1:16,35 (3.)  | 153,580    |
| 5.               | Hege Bøkková              | Norsko     | 38,81 (5.)  | 1:17,06 (8.)  | 38,78 (5.)  | 1:16,95 (6.)  | 154,595    |
| 6.               | Jekatěrina Šichovová      | Rusko      | 38,95 (7.)  | 1:16,37 (6.)  | 38,91 (8.)  | 1:17,22 (7.)  | 154,655    |
| 7.               | Sanneke de Neelingová     | Nizozemsko | 39,14 (10.) | 1:16,87 (7.)  | 38,77 (4.)  | 1:16,74 (5.)  | 154,715    |
| 8.               | Vanessa Herzogová         | Rakousko   | 38,97 (8.)  | 1:18,51 (11.) | 38,82 (6.)  | 1:18,17 (9.)  | 156,130    |
| 9.               | Gabriele Hirschbichlerová | Německo    | 38,93 (6.)  | 1:18,22 (10.) | 39,38 (10.) | 1:18,80 (10.) | 156,820    |
| 10.              | Martine Ripsrudová        | Norsko     | 39,39 (11.) | 1:20,01 (14.) | 39,27 (9.)  | 1:19,87 (12.) | 158,600    |
| 11.              | Roxanne Dufterová         | Německo    | 40,75 (16.) | 1:18,08 (9.)  | 40,34 (13.) | 1:18,01 (8.)  | 159,135    |
| 12.              | Francesca Bettroneová     | Itálie     | 40,69 (15.) | 1:19,75 (13.) | 40,34 (13.) | 1:19,72 (11.) | 160,765    |
| 13.              | Taťjana Michajlovová      | Bělorusko  | 40,53 (14.) | 1:19,72 (12.) | 40,35 (15.) | 1:20,70 (13.) | 161,090    |
| 14.              | Kaja Ziomeková            | Polsko     | 40,05 (13.) | 1:21,05 (16.) | 40,09 (12.) | 1:21,01 (14.) | 161,170    |
| 15.              | Andżelika Wójciková       | Polsko     | 40,82 (17.) | 1:20,89 (15.) | 40,67 (16.) | 1:21,27 (15.) | 162,570    |
| 16.              | Elina Riskuová            | Finsko     | 39,86 (12.) | 1:23,20 (17.) | 39,98 (11.) | 1:22,82 (16.) | 162,850    |
| 17.              | Jekatěrina Lobyševová     | Rusko      | 39,11 (9.)  | 1:16,27 (5.)  | WDR         | —             | 77,245     |